# Appareil respiratoire
Pour l'appareil de protection de la respiration, voir appareil respiratoire isolant.
L'appareil respiratoire, appelé aussi système respiratoire, est l'ensemble des organes de l'organisme qui permet d'acheminer le dioxygène (O2) de l’extérieur (air ou eau) vers les cellules et d'éliminer le dioxyde de carbone (CO2) produit durant la respiration cellulaire. En effet, pour produire de l’énergie, les cellules utilisent de l'O2 et rejettent du CO2. Ces cellules n'ont souvent pas d’accès direct à l'O2, car elles sont enfouies dans le corps.
Afin de pouvoir capter l'O2 nécessaire, les animaux terrestres ont généralement développé des poumons, ou des branchies pour les animaux aquatiques, qui sont fortement vascularisés. Ces organes ont pour but d’augmenter la surface d'échange entre le milieu et le sang par des alvéoles pour les mammifères, des parabronches pour les oiseaux, des filaments et des lamelles pour les branchies. Mais d'autres surfaces peuvent être utilisées pour les échanges gazeux, en particulier la peau. Un système de ventilation adapté pour remplir et vider les poumons ou faire passer de l'eau par les branchies est aussi nécessaire.

## Définition de l'appareil respiratoire
Tous les animaux multicellulaires ont besoin d'O2 pour vivre. Pour créer de l'énergie, les cellules de leurs corps absorbent l'O2 et rejettent du CO2. Comme le CO2 génère de l'acide carbonique, qui est nocif pour le corps en trop grande quantité, il doit être éliminé à la même vitesse que l'O2 est absorbé.

Définition des organes constituant l'appareil respiratoire.

Le mécanisme global de la respiration comprend quatre étapes :
1. La ventilation qui permet de créer un flux d'air ou d'eau vers la surface d'échange avec la circulation interne du corps ;
2. La surface d'échange de l'O2 et du CO2 entre l'air ou l'eau et la circulation interne du corps ;
3. Le transport de l'O2 et du CO2 à l'intérieur du corps ;
4. L'échange de l'O2 et du CO2 entre la circulation interne et les cellules.

Quand l'O2 est entré dans la cellule, la respiration cellulaire commence. Les organes nécessaires pour assurer les première et deuxième étapes constituent l'appareil respiratoire.
Beaucoup d’animaux, en particulier ceux de petite taille, n'ont pas d'appareil respiratoire car la distance entre leurs cellules et l'extérieur est suffisamment petite pour que les échanges de gaz puissent se faire directement ; c'est, par exemple, le cas des méduses et des vers plats. Les insectes ont un système de ventilation, mais pas de transport des gaz à l’intérieur de leurs corps ; ils ont des tubes qui connectent directement les cellules avec l'extérieur. Les salamandres de la famille des Plethodontidae n'ont pas de système de ventilation, le passage des gaz se fait uniquement par la peau.
La ventilation pour les animaux à ventilation interne peut se faire de deux manières :
1. La respiration tidale : l'air ou l'eau entre puis sort par les mêmes ouvertures (il y a inspiration, puis expiration) ;
2. La respiration à flux unidirectionnelle : l'air ou l'eau entre par une ouverture, puis sort par une autre.

La respiration à flux unidirectionnelle est plus efficace car elle permet non seulement un apport de l'O2 en continu, mais aussi un flux du sang à contre-courant de l'apport en O2 qui assure une optimisation de l'absorption en O2.

## Respiration aérienne
Comme l'air contient beaucoup plus de dioxygène que l'eau (au niveau de la mer, l'air en contient 209 ml/l, et l'eau douce à 0 °C au maximum 10 ml/l), la surface d'échange est proportionnellement plus faible pour les animaux à respiration aérienne que pour ceux à respiration aquatique. De plus, comme la viscosité de l'air est plus faible que celle de l'eau, l'énergie nécessaire à la ventilation est aussi réduite. Les mammifères, qui ont un métabolisme très élevé et qui nécessitent ainsi un apport d'oxygène important, ont un système respiratoire plutôt inefficace.
Un problème de la respiration aérienne est que l'air dessèche les surfaces respiratoires, ainsi, pour les animaux qui ne vivent pas dans un milieu aquatique, la respiration aérienne se fait à l'intérieur du corps dans un environnement protégé et humidifié par une sécrétion appropriée. De plus, comme l'air est un gaz, il est facilement compressible, ce qui exige que les tubes qui amènent l'air vers les surfaces d'échanges des gaz restent ouverts et ne s’effondrent pas,.

### Chez les mammifères

Appareil respiratoire chez l'être humain

La plupart des mammifères respirent principalement en utilisant l'appareil respiratoire, mais dégagent aussi 1 % à 2 % de leur CO2 par leur peau. Les chauves-souris sont même capables d'éliminer jusqu'à 12 % de leur CO2 pendant leur vol.

#### Les organes de la ventilation
Chez les mammifères, l'air entre par le nez, passe par la gorge (pharynx, puis larynx) et la trachée, puis dans deux tubes, les bronches, un à droite et un gauche, qui entrent dans les poumons. Dans chacun de ces poumons, les bronches se ramifient en voies aériennes de plus en plus petites, les bronchioles, pour aboutir dans de petits sacs, les alvéoles où se fait l'échange avec la circulation interne, le sang.
Les mammifères ont donc une respiration tidale : l'air est aspiré jusque dans les alvéoles lors de l'inspiration, et chassé par le même chemin lors de l'expiration.
En passant par le nez, l'air est réchauffé, humidifié et partiellement filtré. Au niveau du pharynx, il y a un croisement avec l’œsophage, le tube utilisé pour la nourriture ; un mécanisme particulier en conjonction avec le larynx permet d'avaler sans que la nourriture entre dans les voies respiratoires. En haut de la trachée, des glandes sécrètent un mucus qui lubrifient les voies respiratoires et des petits cils poussent les impuretés vers l'extérieur. La trachée et les bronches sont entourées de petits cercles cartilagineux qui assurent que ces tubes restent ouverts. Les petites bronchioles sont entourées de muscles qui permettent de réguler la quantité d'air dans les alvéoles.

#### Le mécanisme de la ventilation

Respiration au repos chez l'être humain

Les poumons occupent la plus grande partie de la cage thoracique. Ils sont très élastiques et reprennent leur forme dès qu'ils ne sont plus distendus. Chaque poumon est plongé dans un sac à double parois, le sac pleural, qui renferme un liquide ; ceci permet à ceux-ci de glisser dans la cage thoracique lors des mouvements respiratoires. Les sacs pleuraux sont attachés à la cage thoracique.
Un grand muscle en forme de coupole, le diaphragme, délimite la cage thoracique vers le bas. Lors de l'inspiration, ce muscle se contracte, descend vers le bas et agrandit ainsi le volume de la cage thoracique. Les poumons se distendent et augmentent, y aspirant de l'air venant de l'extérieur. Lors de l'expiration, le diaphragme se relâche, les poumons reprennent leur forme normale, tirant le diaphragme vers le haut et chassant l'air vers l’extérieur.
Lors d'un effort, les cellules ont un besoin accru d'O2. Le nombre de respirations et le volume respiratoire va être augmenté. Par exemple, un cheval de 450 kg au trot rapide, va augmenter sa fréquence respiratoire de 12 cycles par minute au repos à 60 cycles par minute, et son volume d'air inspiré va être multiplié par 4, passant de 6 l au repos à 25 l pendant le trot rapide. Pour pouvoir augmenter le volume respiratoire, d'autres muscles sont mis en œuvre outre le diaphragme, ceux qui se trouvent entre les côtes de la cage thoracique, les muscles intercostaux. Lors de l’inspiration active, les muscles intercostaux externes se contractent afin de soulever les côtes et le sternum, et ainsi augmenter le volume de la cage thoracique, donc des poumons qui y sont attachés.
Lors de l'expiration active, les muscles intercostaux internes se contractent, réduisant le volume de la cage thoracique, et les muscles se trouvent sur le ventre juste en dessous du sternum, les muscles droits de l'abdomen, se contractent pour pousser le diaphragme vers le haut, réduisant encore le volume des poumons.

#### Alvéoles
Les poumons des humains contiennent environ 600 millions d'alvéoles de 0,3 mm de diamètre. Elles sont humidifiée à l’intérieur par une mince couche d'un liquide qui contribue à son élasticité, mais aussi empêche que l'alvéole ne se rétracte complètement. La paroi de chaque alvéole est formée d'une couche de cellules très aplaties et est entourée d'un réseau très dense de petits vaisseaux sanguins, appelés capillaires pulmonaires. La surface totale d'échange entre l'air et ces capillaires représente environ 150 m² chez l'humain, la grandeur d'un petit court de tennis. Les petits animaux perdent proportionnellement plus de chaleur et ont donc un métabolisme plus élevé, ce qui demande un apport en O2 proportionnellement accru ; et bien que le volume de leurs poumons soit proportionnellement un peu plus petit, la surface d'échange est proportionnellement bien supérieure car la grandeur des alvéoles est réduite, pouvant ainsi en augmenter le nombre, et la densité des capillaires pulmonaires est augmentée.

#### Transport de l'O2dans le sang
Tous les vertébrés ont une circulation sanguine qui transporte les gaz entre les poumons et les cellules. Les mammifères et les oiseaux ont une circulation qui sépare totalement le sang riche en O2 et le sang riche en CO2.
L'O2 ne se dissout que très peu dans le sang. Un humain consomme 250 ml (= 0,25 litre) de O2 par minute, mais seulement 15 ml de O2 sont dissous dans le sang à chaque instant. Une protéine, l'hémoglobine pour les vertébrés, qui peut attacher 4 molécules d'O2, va transporter l'O2 nécessaire. Chaque globule rouge du sang contient environ 250 millions de molécules d'hémoglobines. Chez les mammifères, 98,5 % du O2 est transporté de cette manière. Chez les poissons, la proportion est moins grande, environ 95 %. Certains poissons, les poissons de glaces de l’Antarctique, vivant dans une mer très froide et fortement oxygénée, n'ont pas d’hémoglobines, l'O2 est transporté que de manière dissoute dans le sang. Le nombre de globules rouges varie lors d'une activité physique prolongée, d'un séjour en haute altitude ou lors une maladie.
L'hémoglobine est une très grande molécule qui contient 4 atomes de fer et qui est rouge lorsqu'elle a attaché de l'O2 et bleue autrement. Elle a beaucoup de variantes d'une espèce à une autre, et même chez l'humain, la composition de l'hémoglobine varie entre le fœtus, le nouveau-né et l'adulte. Presque tous les animaux utilisent de l'hémoglobine pour transporter l'O2, mais chez les araignées, les crustacés et certains mollusques, l'hémoglobine est remplacée par l'hémocyanine où le fer est remplacé par du cuivre.
Les mammifères emmagasinent aussi l'O2 dans les muscles, attaché une protéine, la myoglobine, afin de pouvoir rapidement apporter de l'O2 aux cellules lors d'un effort. Cette protéine donne en particulier la couleur rouge à la viande car, comme l'hémoglobine, elle renferme du fer oxygéné. Une autre protéine, la neuroglobine, a une fonction similaire dans le cerveau.

#### Transport du CO2dans le sang
Le transport du CO2 dans le sang se fait de trois manières :
1. 5 % à 10 % est dissous dans le sang ;
2. 25 % à 30 % se combine à l'hémoglobine ;
3. 60 % à 70 % est transformé en bicarbonate qui est plus soluble dans le sang que l'acide carbonique[10].

#### Échange gazeux

Pressions partielles des gaz

Un gaz va se propager naturellement d'un milieu A vers un milieu B, si sa pression partielle dans le milieu A est plus grande que dans le milieu B ; ce phénomène physique s'appelle la diffusion. Les échanges d'O2 et CO2 se font par diffusion entre l'air compris dans les alvéoles et les capillaires pulmonaires, car la pression partielle de l'O2 (notée P(O2)) dans l'air des alvéoles est plus élevée que la P(O2) dans les capillaires pulmonaires. De même la P(CO2) dans l'air des alvéoles est plus basse que la P(CO2) dans les capillaires.
Dans l'air : la pression de l'air au niveau de la mer est de 760 mmHg (millimètres de mercure) avec une proportion d'O2 de 21 % ; la P(O2) y est donc de 21 % × 760 mmHg = 160 mmHg. La proportion de CO2 est de 0,04 %, donc P(CO2) = 0,3 mmHg. L'azote représente la grande partie de l'air, à savoir 78 %.
Dans les alvéoles : chez l'humain, à la fin d'une expiration normale, le volume des poumons représente environ 2,2 litres. L'air inspiré de manière non forcée, est d'environ 0,5 litre, mais seulement 0,35 litre parvient vraiment jusqu'aux alvéoles. Donc, seulement 16 % de l'air y est renouvelé. Pendant une respiration au repos, les proportions des gaz sont relativement constantes, c'est-à-dire environ 14 % d'O2, 5 % de CO2, 6 % de vapeur d'eau (l'air inspiré étant fortement humidifié) et 75 % d'azote. Les pressions partielles sont donc environ, P(O2) = 100 mmHg et P(CO2) = 40 mmHg.
Dans le sang venant des cellules : le sang entrant dans les poumons a été en contact avec les cellules du corps auxquelles il a cédé de l'O2 et recueilli leurs éliminations de CO2. Les pressions partielles résultantes sont de P(O2) = 40 mmHg et P(CO2) = 46 mmHg.
Diffusion entre le sang et les alvéoles : comme la P(O2) dans les alvéoles est plus grande que celle dans le sang, l'O2 va diffuser dans le sang. Similairement, la P(CO2) est plus élevée dans le sang que dans les alvéoles, ce qui fait diffuser le CO2 vers les alvéoles. L'hémoglobine va attacher l'O2 et se saturer.
Dans le sang vers les cellules : à cause du phénomène de la diffusion, les pressions partielles des gaz s'équilibrent. Les pressions partielles des différents gaz dans le sang à la sortie des poumons sont donc égales aux pressions dans les alvéoles, c'est-à-dire P(O2) = 100 mmHg et P(CO2) = 40 mmHg. L'azote est aussi dissout dans le sang, mais dans une proportion très faible.
Au niveau des cellules : les cellules consomment continuellement de l'O2 et produisent du CO2. L'O2 va donc diffuser dans la cellule et le CO2 vers le sang.
Adaptations à des pressions particulières : l'oie tigrée qui survole l’Himalaya s'est adaptée à une P(O2) réduite de 30 % en ayant une hémoglobine qui attire plus l'O2, un volume d'inspiration plus grand et des mitochondries plus performantes. À l'opposé, les mammifères qui plongent profondément dans l'eau ont développé des mécanismes, le réflexe d'immersion, qui leur permettent de résister à des pressions jusqu'à 200 fois la pression normale. Ce mécanisme réduit le rythme cardiaque, interrompt le flux sanguin vers les organes non essentiels (en particulier les membres) et diminue la température du corps. Les animaux accoutumés à la plongée ont aussi une manière de se prémunir contre les effets nocifs de l'azote. L'azote est peu soluble dans le sang à la pression normale, mais quand la pression augmente, la quantité d'azote dans le sang augmente aussi. Pour que l'azote n'entre pas dans le sang pendant la plongée, l'animal va expirer avant de plonger et les alvéoles peuvent même s'effondrer ce qui arrête l'échange gazeux. Pour compenser cet arrêt de respiration, le volume du sang est proportionnellement bien plus élevé, la concentration en hémoglobine est plus forte, les muscles contiennent plus de myoglobine et le cerveau plus de neuroglobine.

### Chez les oiseaux
L'appareil respiratoire des oiseaux est plus performant que celui des mammifères ; cette caractéristique leur permet de soutenir l'énorme effort nécessaire pour le vol. Cette efficacité est due en particulier à une structure qui permet à l'air de traverser les poumons en utilisant des voies différentes pour l'entrée et pour la sortie de l'air. Ce trajet de l'air est obtenu en dissociant les fonctions d'échange des gaz (poumons) et de pompage de l'air (sacs aériens).
Comme les poumons n'ont pas de fonction de ventilation, ils sont relativement petits et rigides. Leur principale particularité est l'utilisation de petits tubes pour l'échange de gaz, et non d'alvéoles comme dans les poumons des mammifères ; ces tubes sont appelés parabronches, et l'air y circule de manière continue et unidirectionnelle.
Le pompage de l'air est effectué par plusieurs sacs aériens (par exemple, huit chez la poule) qui sont répartis en deux groupes : les sacs aériens antérieurs (se trouvant vers la tête) et les sacs aériens postérieurs (se trouvant plus vers la queue). Ces sacs aériens sont activés par un mouvement spécifique des côtes qui permet une ventilation puissante. Les sacs antérieurs reçoivent la plupart de l'air inspiré par les voies nasales puis la trachée lors de l'inspiration ; après cet air est poussé à travers les parabronches lors de l'expiration, puis stockée dans les sacs aériens antérieurs lors de l'inspiration suivante et expulsée vers l'extérieur lors de la seconde expiration :
Donc, à chaque inspiration, de l'air frais est inspiré vers les sacs aériens postérieurs en même temps que l'air du cycle précédent est aspiré vers les sacs aériens antérieurs. De même, à chaque expiration, l'air venant des sacs aériens postérieurs est poussé à travers les parabronches en même temps que les sacs aériens antérieurs chassent l'air vers l'extérieur. On suppose qu'un système de soupapes aérodynamiques dirige l'air dans les bonnes directions.
En plus de cette circulation d'air très adaptée, l'anatomie particulière des parabronches, avec l'écoulement de l'air en direction opposée à celui du sang, permet un échange de gaz particulièrement efficace.

### Chez les reptiles

#### Reptiles non crocodiliens
Les poumons de ces reptiles sont des sacs ventilés similaires à de grosses alvéoles, mais plus ou moins plissées vers l'intérieur afin d'augmenter la surface d'échange des gaz, avec une ventilation tidale. Ces reptiles n'ont pas de diaphragme et utilisent les muscles de leurs côtes pour agrandir leur cage thoracique et ainsi forcer l'air dans leurs poumons. Les tortues, ne pouvant pas bouger leur cage thoracique, doivent étirer leurs pattes afin d'agrandir leurs poumons.

#### Crocodiliens
Les crocodiles n'ont pas une respiration alvéolaire comme les mammifères. Leurs poumons ont des parabronches similaires à ceux des oiseaux. La ventilation se fait par un muscle similaire au diaphragme, mais qui se situe en dessous du foie, les poumons étant attachés à ce dernier. Lorsque ce diaphragme se tend, il tire le foie vers l'arrière et agrandit ainsi les poumons qui se remplissent d’air.

### Chez les amphibiens
Les amphibiens sont caractérisés par leur cycle de vie qui débute par un stade aquatique avec une respiration utilisant des branchies, et évolue en un stade adulte utilisant pour la plupart une respiration pulmonaire. Il y a de nombreuses exceptions à cette description, car l'évolution peut ne comporter qu'une phase et la respiration pulmonaire être totalement remplacée par une respiration par la peau.
Les anoures (principalement les grenouilles et les crapauds, qui forment la plus grande partie des amphibiens) adultes ont des poumons simplifiés, sans alvéoles, à part pour ceux de grande taille. La ventilation des poumons se fait par une action du plancher de la bouche qui presse l'air dans les poumons ; ce mouvement peut se voir de l'extérieur. Quand les poumons sont pleins, l'air est expiré par l'élasticité naturelle des poumons.
Quand les amphibiens sont à l'air, l'O2 est principalement capturé par les poumons, mais le CO2 est rejeté par la peau. Quand ils sont dans l'eau, l'O2 est absorbée à travers la peau. C'est pourquoi, la circulation sanguine va aller vers les poumons et vers la peau pour se réoxygéner.

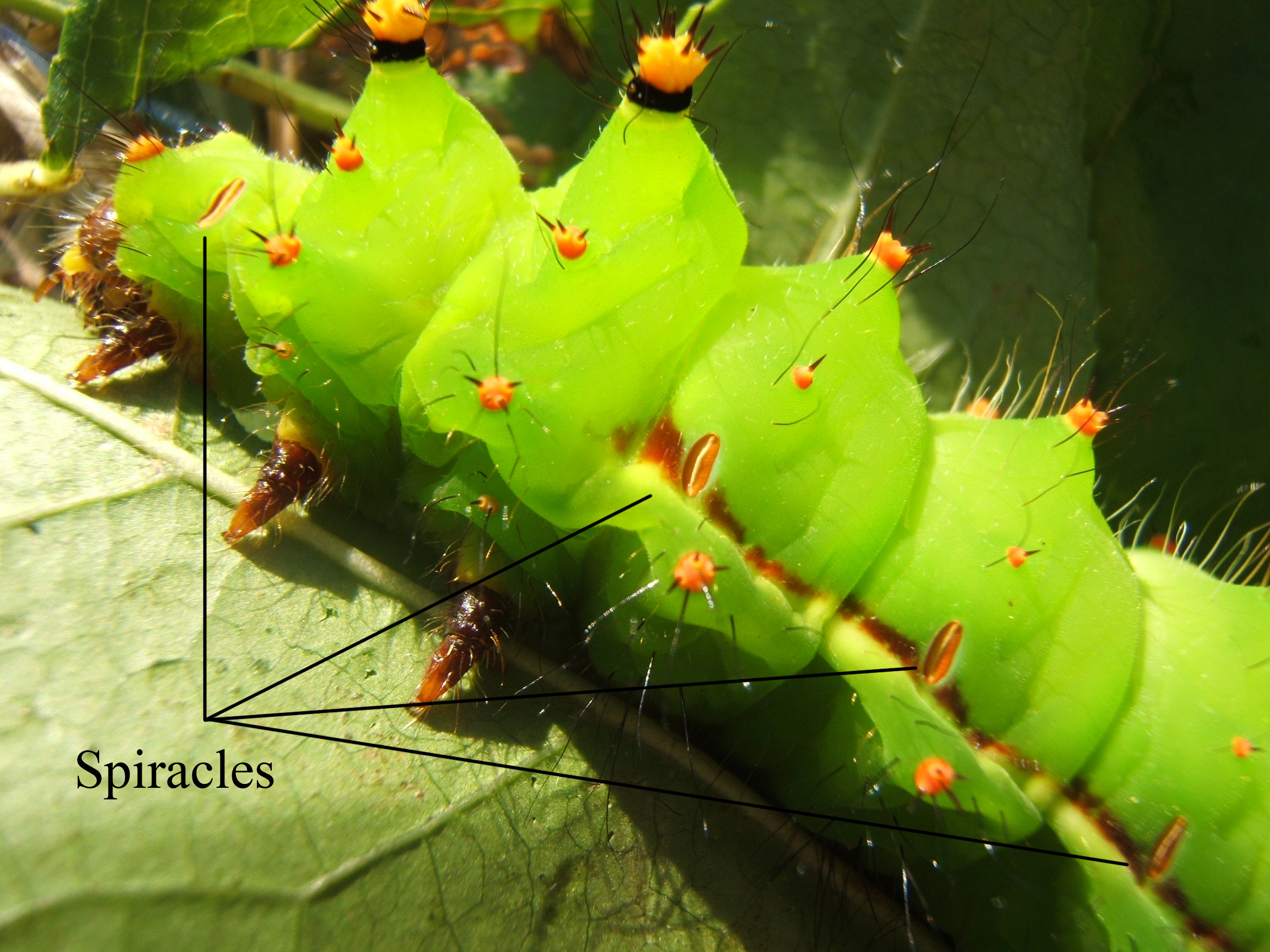
Chenille du papillon actias selene

### Chez les insectes
Les insectes possèdent un appareil respiratoire constitué de trachées : des tubes qui s'ouvrent à l'extérieur, par des trous appelés spiracles, et qui se ramifient à l'intérieur du corps pour distribuer directement l'O2 aux organes. Grâce à ce système, les insectes n'utilisent pas de système circulatoire pour la respiration; les vaisseaux sanguins ne transportent pas des gaz.
Les insectes volants et ceux qui sont assez grands ont une ventilation par des sacs aériens qui sont activés par les muscles du corps ou de l'abdomen ou des mouvements de la tête ou du thorax.

### Autres fonctions non respiratoires de l'appareil respiratoire chez les vertébrés
Les organes de l'appareil respiratoire aérien peuvent aussi avoir des fonctions qui ne sont pas nécessaires à la respiration :

#### Production de sons
Le larynx se trouve à l’entrée de la trachée et renferme des plis particuliers, les cordes vocales, qui peuvent vibrer lors de l'expiration et ainsi produire des sons.
Chez l'oiseau, le larynx est remplacé par le syrinx situé plus bas, juste à la séparation vers les deux bronches. Il est composé de rétrécissements situés en haut de chaque bronche, formant deux membranes. L'oiseau peut faire vibrer ces membranes, et ainsi produire des sons, en régulant la pression de l'air sortant des poumons (cf. vocalisation des oiseaux).

#### Odorat
Les récepteurs de l'odorat se trouvent à l'intérieur du nez chez tous les vertébrés ; ils sont stimulés à chaque inspiration. Les humains ont environ 5 millions de récepteurs, tandis que les rongeurs et les carnivores en ont 10 fois plus.

#### Régulation de l'humidité et de la chaleur
L'O2 et le CO2 ne peuvent être absorbés si les membranes sont asséchées. L'air à l'intérieur des poumons est saturé d’eau pour les animaux à sang chaud (mammifères et oiseaux). Afin de ne pas perdre trop d'eau et de chaleur lors de l'expiration, des lames osseuses situées dans le nez, les cornets nasaux, permettent de réguler l'échange.

#### Aide à la circulation veineuse
Par sa construction, la pression de l'air dans les poumons est légèrement inférieure à la pression de l'air à l'extérieur. Les veines qui passent dans les poumons sont donc en sous-pression par rapport aux autres veines, ce qui favorise l'écoulement du sang veineux du bas vers le haut (cf. retour veineux).

## Respiration aquatique
La concentration en O2 disponible pour la respiration dans l'eau est très réduite par rapport à celle dans l'air ; de plus, cette concentration varie fortement en fonction de la température et la salinité de l'eau, ainsi que des courants et de la profondeur. Mais La viscosité de l'eau facilite aussi la création d'un courant régulier avec des battements réguliers.
La respiration cutanée est un mécanisme de respiration très répandu chez les animaux aquatiques, même de plus grande taille. Pour les animaux plus grands (mollusques, annélides, crustacés, poissons) cette respiration à travers la peau est complétée par des branchies, qui ont la fonction de poumons chez les animaux aquatiques. Ces branchies, qui peuvent être externes comme pour l'axolotl ou le nudibranche, sont composées de touffes ramifiées de filaments très vascularisés qui permettent un échange de gaz efficace.

### Chez les poissons
Dans le cas des poissons, deux branchies sont positionnées de chaque côté de la tête. Elles sont internes et protégées, pour les poissons osseux, par une plaque dure, l'opercule. Chaque branchie est composée normalement de 5 paires d'arcs branchiaux sur lesquels sont attachés les filaments qui sont composés de lamelles où s'effectue l'échange gazeux. Le nombre de ces lamelles se compte en millions.
L'eau parcourt les branchies en entrant par la bouche et en ressortant vers l'arrière de l'opercule. Le fait que l'eau s'écoule dans le sens inverse du sang assure que ce dernier est toujours en présence d'eau qui contient beaucoup d'oxygène et lui permet ainsi d’en récolter un maximum. La ventilation de ces branchies peut se faire ou bien par la nage en ouvrant la bouche, ou bien par un pompage actif des opercules; certain poisson, comme le thon, ont perdu la possibilité d'une ventilation active et doivent ainsi nager continuellement afin de pouvoir respirer.
L'origine évolutive des branchies n'est pas la même que les poumons. Certains poissons, comme les dipneustes, ont la particularité d'avoir des poumons ainsi que des branchies, qui leur permet de survivre un certain temps dans un milieu humide mais sans eau liquide.

### Chez les mollusques aquatiques

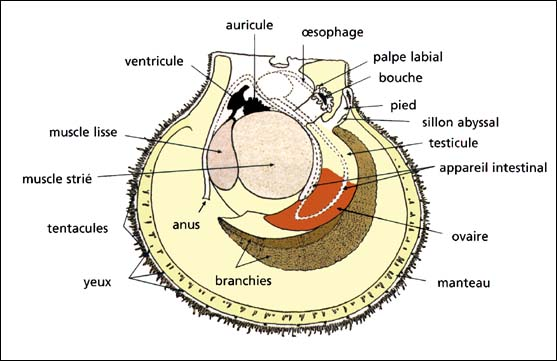
Branchies dans une coquille Saint-Jacques

Le corps des mollusques se compose de trois parties essentielles :
- un pied musculeux servant habituellement au mouvement ;
- une masse viscérale contenant la plupart des organes internes ;
- un manteau qui secrète la coquille et recouvre la masse viscérale.

Le prolongement de ce manteau forme un compartiment rempli d'eau, appelé cavité palléale, dans lequel se trouvent les branchies, l'anus et les pores excréteurs. La cavité palléale a un rôle important : la circulation permanente de l'eau. Cette circulation permet d'apporter de l'O2 aux branchies et d'éliminer tous les déchets. Quand l'eau transporte l'O2 et la nourriture, l'eau pénètre dans la cavité palléale par une ouverture appelée siphon inhalant. Après être passée au-dessus des branchies, l'eau transporte maintenant le CO2 et les déchets qui cette fois-ci ressorte par le siphon exhalant.

### Autres fonctions non respiratoires de l'appareil respiratoire
Les organes de l'appareil respiratoire aquatiques peuvent aussi avoir des fonctions qui ne sont pas nécessaires à la respiration. Elles sont utilisées pour de nombreux échanges d'ions, de sels, de minéraux, et de nutriments. Par exemple, chez les poissons osseux, les branchies ont des cellules spécifiques qui permettent l'élimination de l'ammoniac néfaste pour l'organisme.

## Quelques maladies de l'appareil respiratoire humain

### Maladies au niveau des bronchioles
- La bronchite chronique est une inflammation des bronchioles dont les parois s'épaississent et produisent plus de mucus. Celle-ci rend la respiration plus difficile et déclenche chaque matin une toux productive[19].
- L’asthme est dû à des allergènes qui enflamme des bronchioles dont les parois s'épaississent, produisent plus de mucus et se contractent excessivement[19].

### Maladies au niveau des alvéoles
- La détresse respiratoire des nouveau-nés est dû à un manque de surfactant dans les alvéoles. Ce manque conduit à une contraction totale des alvéoles qui demandent ensuite un effort très important pour être regonflés[19].
- L'emphysème est une destruction des parois des alvéoles et est souvent une conséquence d'une bronchite chronique[19]. Comme la surface respiratoire est réduite, l'effort devient difficile et le cœur doit pomper plus[20].

### Maladies au niveau du sac pleural
- La pleurésie est une inflammation des sacs pleuraux à cause de bactéries, de virus, ou d'autres facteurs. Le fait de respirer fait mal[19].
- Quand il y a une perforation de la cage thoracique, dû à un accident ou une maladie, de l’air peu entrer dans le sac pleural et ainsi affaisser un poumon. Cette situation est appelée pneumothorax[19].

### Maladies au niveau de l'élasticité des poumons
- La fibrose pulmonaire est une affectation de la composition des poumons qui devient moins élastique et réduit la possibilité de respirer. Cette affectation peut être due à plusieurs facteurs différents[19].

### Maladies au niveau du transport des gaz
- Le monoxyde de carbone (CO) est produit lors de la combustion incomplète de l'essence, du charbon, du tabac, etc. C'est un gaz inodore qui est dangereux car l'hémoglobine a une affinité supérieure avec celui-ci qu'avec l'O2. S'il y a trop de CO dans l'air, il n'y a plus assez d'O2 qui arrive au cellules[19].
- L'hyperventilation peut être dû à plusieurs facteurs dont l'altitude, le stress, la fièvre, des médicaments. Cette situation diminue le taux de CO2 dans le sang et peut provoquer de la fatigue, une accélération du rythme cardiaque, des troubles neurologiques[19].